# James McEwan
James "Jamie" McEwan, född 24 september 1952 i Olney, Maryland, död 14 juli 2014 i Salisbury, Connecticut, var en amerikansk kanotist.
Han tog OS-brons i C-1 i slalom i samband med de olympiska kanottävlingarna 1972 i München. Tillsammans med Lecky Haller blev han tvåa i C-2 vid Kanotslalom-VM 1987. De blev också fyra i samma klass i sommar-OS 1992. McEwan deltog också i flera forsränningsexpeditioner.